# 安田芽衣子
安田 芽衣子（やすだ めいこ、1982年5月14日 - ）は、日本の元タレント。本名:須藤 芽衣子（すとう めいこ）。
栃木県出身。元夫は元プロ野球選手の一場靖弘。

## 略歴
子役としてCMデビュー。栃木県佐野日本大学中学校・高等学校卒業。朋友柔道整復専門学校を中退し、結婚。
- 1995年 - 日本テレビ系テレビドラマ『家なき子2』に出演。
- 1996年 - 『ときめきメモリアル』イメージガールコンテスト「ときめきティーンズコンテスト」準グランプリ。

- 1998年 - 『週刊ヤングジャンプ』全国女子高生制服コレクション」ノミネート。
- 2008年 - 3月12日、『壮絶人生ドキュメント プロ野球選手の妻たち』出演。芸能活動引退後久しぶりに公の場に登場。

## 人物
2004年、東北楽天ゴールデンイーグルスへの入団が決まった一場靖弘と入籍。
2005年7月1日、第一子（女児）を出産。
2006年11月21日、第二子（男児）を出産。
2012年、一場と離婚。

## 出演
- 家なき子2
- 火曜サスペンス劇場「刑事・鬼貫八郎」シリーズ（第10作-第16作）- 鬼貫真奈美 役
- 危険な童話 日本推理史上に残る名作！“お月様”だけが知っていた完全犯罪・見えない殺人動機と消えた凶器！母と娘の哀しい祈り
- 月曜ゴールデン「捜し屋★諸星光介が走る！(4) かみさんが消えた!?同窓会の夜に彼女を惑わせたのは恋の面影？不倫の傷跡？ナゾの失跡に隠された秘密に光介が迫る！」（2008年6月2日）